# Sœurs missionnaires oblates du Sacré Cœur et de Marie Immaculée
Les Sœurs missionnaires oblates du Sacré-Cœur et de Marie Immaculée forment une congrégation religieuse féminine enseignante de droit pontifical. C'est la première congrégation fondée dans l'Ouest canadien.

## Histoire
La congrégation est fondée en 1902 par Adélard Langevin (1855-1915), archevêque de Saint-Boniface, pour faire face à la loi de 1890 sur les écoles du Manitoba, abolissant le français comme langue officielle de la province, et retirant le financement pour les écoles catholiques. Les premières religieuses sont recrutées parmi celles qui ont quitté la France à la suite de l'expulsion des congrégations.
L'institut est érigé le 24 mars 1904 en congrégation religieuse de droit diocésain ; il reçoit le décret de louange le 22 juillet 1948 et l'approbation définitive le 6 juin 1960.

## Activité et diffusion
Les sœurs se consacrent à l'enseignement.
La maison-mère est à Winnipeg au Canada. 
En 2017, la congrégation comptait 21 sœurs dans 16 maisons.